# Dane Richards
Dane O’Brian Richards (Montego Bay, 1983. december 14. –) jamaicai labdarúgó, az amerikai New York Red Bulls középpályása, de csatárként is bevethető.